# Знаменка (Логойський район)
Знаменка — (біл. вёска Знаменка), село (веска) в складі Логойського району розташоване в Мінській області Білорусі, є адміністративним центром Знаменівської сільської ради.
Село Знаменка розташоване в центральних районах Білорусі, у північній частині Мінської області - орієнтовне розташування [Архівовано 25 серпня 2011 у WebCite].

## Історія
Історична назва населеного пункти Подонки (біл. Падонкі). Скоріш за все назва пішла від того, що село знаходилося в низькому місці і спочатку ця місцевість заселялась найбіднішими верствами населення - жебраками та іншими, так званим "дном суспілства". Звідси і пішла назва: по дні - Подонки.
В роки колективізації був створений колгосп «Червоні Подонки». Потім його перейменували в колгосп ім. Леніна. Село стало центром Подонківської сільради.
Десь в 1968 р. чи 1969 р. директор місцевої школи ініціював перейменування Подонків в Знаменку.